# Fol'Car
Le Fol'Car est une discipline de sport automobile qui se dispute sur circuits mi-terre mi-asphalte (type rallycross) ou sur circuits entièrement en terre, avec des voitures réparties en trois catégories : classe 1, classe 2 et classe 3.
La compétition doit son nom à la ville de Folembray où elle a été créée. Le règlement est établi par la Fédération française du sport automobile (FFSA). Les épreuves se déroulent avec deux pilotes qui conduisent alternativement la même voiture engagée.

## Voitures admises
Sont admises uniquement les voitures de tourisme à deux roues motrices, atmosphériques, limitées à deux litres de cylindrée.
Les classes suivantes sont établies :
- Classe 1 : jusqu'à 1 400 cm³
- Classe 2 : de 1 401 à 1 600 cm³
- Classe 3 : de 1 601 à 2 000 cm³

Toutes les classes courent ensemble.

## Durée des manches
La durée des manches dépend de la longueur du circuit.
- Circuit moins de 900 mètres : 10 tours
- Circuit de 900 à 1 000 mètres : 9 tours
- Circuit de plus de 1 000 mètres : 8 tours

Les grilles de départ sont du type 3.2.3 pour toutes les manches et pour les finales.

## Les essais
Chaque pilote effectue une séance d'essai (environ trois tours). C'est le meilleur temps des deux pilotes qui sert à établir les grilles de départ.

## Les manches qualificatives
Une première manche qualificative par pilote, dont le cumul des points détermine le placement pour la deuxième manche.
Une deuxième manche qualificative par pilote, dont le cumul des points détermine la participation à la finale A ou B.
Calcul des points pour les deux manches : chaque pilote marque des points (1er : 15 points, 2e : 14 points, 3e : 13 points, etc.), et à ce nombre de points vient s'ajouter un nombre de points égal au nombre de tours entiers réalisés par le pilote.

## Les finales
Les quinze premiers sont qualifiés pour la finale A. Les quinze suivants sont qualifiés pour la finale B. les quinze suivants sont qualifiés pour la finale C.
Le classement final est établi par addition des points des pilotes A et B. Il y a un classement général et un classement par classe.
La finale A comporte 3 tours de plus que les manches qualificatives.

## Championnat
Il existe différents championnats comme le championnat Maine-Bretagne ou bien le championnat de Normandie.
Depuis 2011, le championnat national est devenu une coupe de France, ou chaque pilote doit marquer assez de points pour se qualifier à la finale de la coupe de France. Les qualifiés sont les 8 premiers de chaque association de sport automobile et l'ASA qui accueille la finale à un plus grand nombre de qualifié.
L'édition 2011 s'est déroulé sur le circuit d'Essay en Normandie.
Le champion 2011 est Emmanuel Bequet avec une Toyota MR2 et la championne féminine 2011 est Valérie Mélis avec une Clio Williams